# Kimberley Zimmermann
Kimberley Zimmermann (født 9. november 1995 i Wemmel, Belgien) er en professionel tennisspiller fra Belgien.